# Fabian Schubert
Fabian Schubert (sinh 24 tháng 8 năm 1994) là một cầu thủ bóng đá Áo thi đấu cho SK Sturm Graz.